# St. Ägidius (Krensheim)

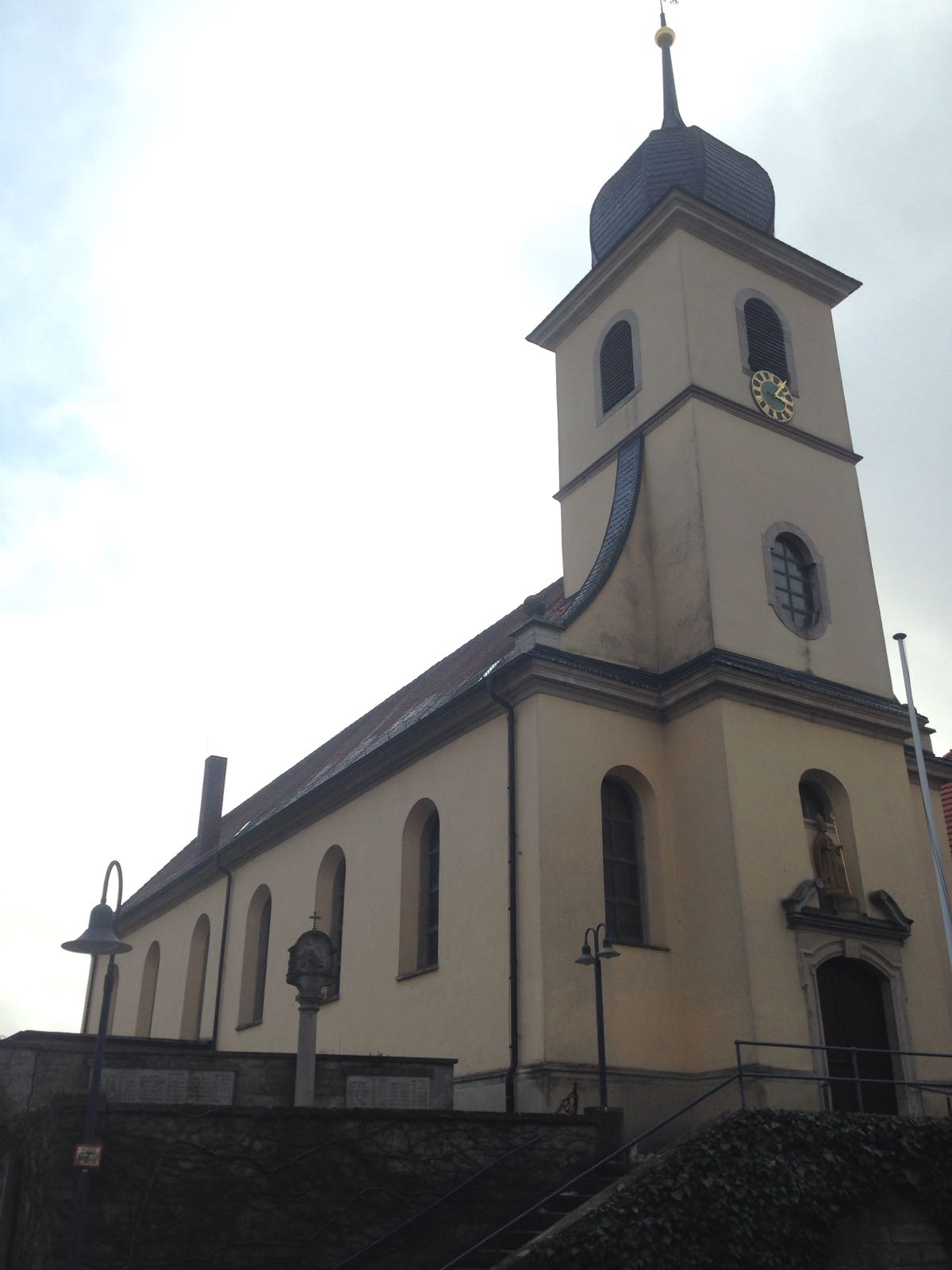
Pfarrkirche St. Ägidius

Die römisch-katholische Pfarrkirche St. Ägidius in Krensheim, einem Stadtteil von Grünsfeld im Main-Tauber-Kreis, wurde 1753 nach den Plänen Balthasar Neumanns im Barockstil errichtet und dem heiligen Ägidius geweiht.

## Geschichte
Die Pfarrkirche St. Ägidius in Krensheim wurde im Jahre 1753 nach den Plänen des berühmten Architekten und Artillerieobristen Balthasar Neumann, durch den Bauverständigen Bruder Martin Sebald aus dem Kloster Oberzell bei Würzburg, von Grund auf neu errichtet. Die neue Kirche steht an der Stelle des Vorgängerbaus aus dem Jahre 1579. Das Gotteshaus wurde von 193 bis 1938 auf Grund von Platzmangel um elf Meter stilgerecht verlängert, des Weiteren wurde sie fachmännisch restauriert. Durch den Zweiten Weltkrieg konnte der Kirchenvorplatz erst von 1950 bis 1951 umgestaltet werden, im Zuge dessen wurde das barocke Steinkreuz restauriert und ein Kriegerdenkmal geschaffen.
Am 24. Mai 1983 begann die größte Renovierung in der Geschichte der Kirche. Bei dieser wurden folgende Maßnahmen durchgeführt: Sanierung des Turmes mit neuer Schieferdeckung, Einrichtung eines Kirchensaals, Putzerneuerung im Außen und Innenbereich mit Farbe, Neueindeckung des Kirchendaches, Instandsetzung der Fenster und Doppelverglasung, Erneuerung der Heizungsanlage, Fußbodenerneuerung aus Krensheimer Muschelkalk, Neues Gestühl mit Beibehaltung der alten Stuhlwangen, Restaurierung der gesamten Innenausstattung sowie eine Erneuerung des Zelebrationsaltars und Ambo aus Krensheimer Muschelkalk.
Die Ägidiuskirche gehört zur Seelsorgeeinheit Grünsfeld-Wittighausen, die dem Dekanat Tauberbischofsheim des Erzbistums Freiburg zugeordnet ist.

## Ausstattung
Die Fassadenturmkirche enthält über dem Portal eine Sandsteinstatue des Schutzpatrons St. Ägidius und die Jahreszahl 1753 ansonsten zeigt die Fassade keine weiteren Besonderheiten auf. Das innere ist einschiffig, flachgedeckt mit einem polygonalen Chor, wie ihn die meisten barocken Dorfkirchen im Raum Würzburg aufweisen.

### Hochaltar

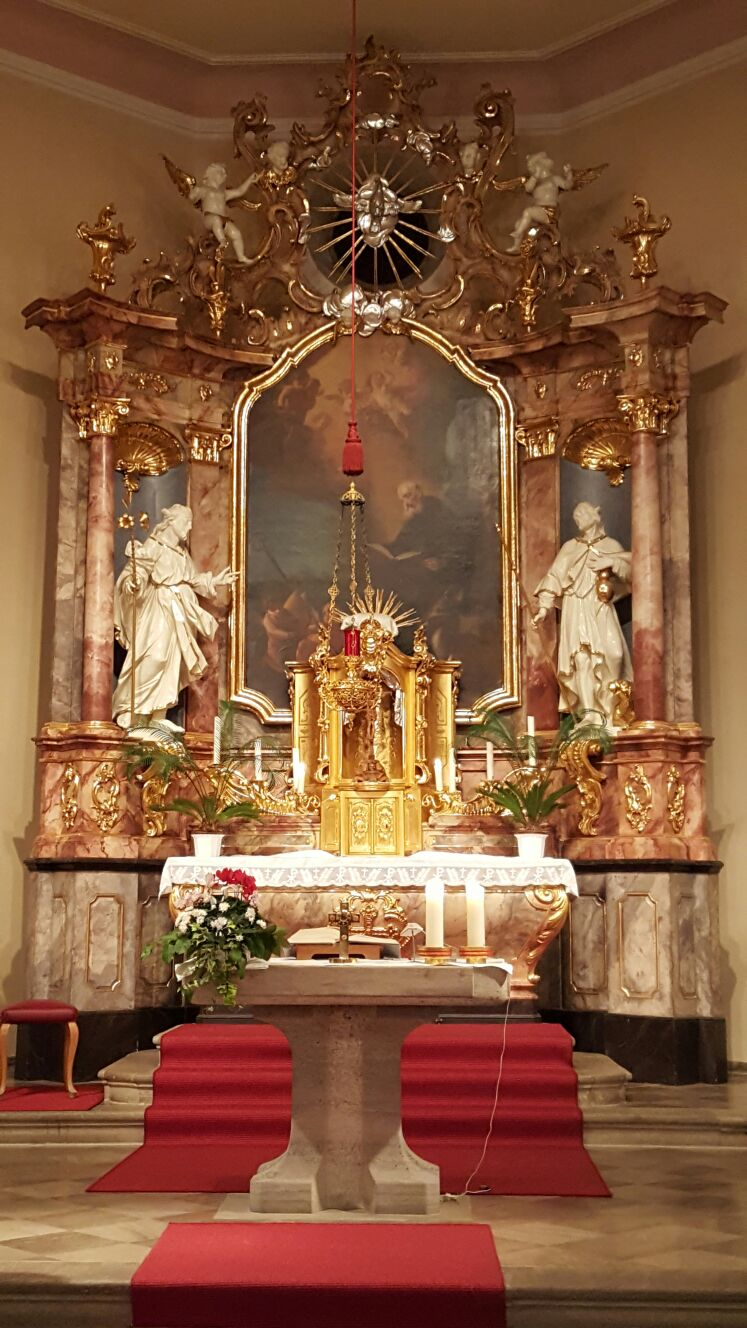
Der Hauptaltar der Krensheimer Ägidiuskirche (2016)

Der Hochaltar wurde von Johann Wolfgang von der Auwera gehauen ist marmoriert und stark vergoldet. Die Altarmensa mit Tabernakel ist rechts und links von hochrechteckigen Säulenpodesten mit Säulen und Pilastern gerahmt und von Nischen hinterfangen. Rechts und links davon befinden sich zwei Heiligenfiguren (rechts: St. Rochus, links: St. Josef). Das Altarbild wurde 1777 von Johannes Andreas Urlaub gemalt und in einem Goldrahmen eingefasst worden, es ist signiert und datiert. Das Bild weist den Kirchenpatron St. Ägidius im Gebet vor einer Säule sitzend, neben ihm befindet sich ein Kreuz und an seinen Füßen eine Hirschkuh. Von oben fällt Licht, welches von einer Engelsschar begleitet wird, auf den Heiligen. Im unteren Teil des Bildes wird Mitra und Stab als Zeichen seiner Abtswürde von Engeln gebracht. Der gesamte Altaraufbau wird durch ein aufwendiges Rokoko-Schnitzwerk mit Engeln, welches durch einen Wolkenkranz, in dem eine Taube zu sehen ist, unterbrochen wird, abgerundet.

### Seitenaltäre
Die Seitenaltäre wurden um 1900 durch Bildhauer Lieb aus Würzburg neu gestaltet, unter Verwendung der alten Figuren (links: Maria, rechts: Herz Jesu Statue).

### Kanzel
Die Kanzel wurde um 1900 von Bildhauer Lieb aus Würzburg verändert. Auf dem Schalldeckel der Kanzel befindet sich eine Michaelsfigur (vorher Mosesstatue).

### Landhauswände
An der rechten Landhauswand wird St. Ägidius mit Mitra und Stab in einer Nische dargestellt, neben ihm liegt eine Hirschkuh (Dieser Teil könnte auch von Johann Georg Auwera gearbeitet worden sein). Über der Nische mit St. Ägidius ist der Heilige Antonius von Padua mit Jesuskind auf einer Buche und einer Lilie in der Hand zu erblicken. An der linken Landhauswand ist der hl. Franz von Assisi mit Kreuz in der Hand zu sehen. Darunter wird in einer Nische der hl. Aloisius Gonzaga im Chorrock dargestellt.

### Turmwände
An der rechten Turmhauswand ist der hl. Sebastian an einem Baumstumpf gebunden, von Pfeilen durchbohrt, lediglich mit einem Lendentuch umhüllt. An der linken Turmhauswand ist der Viehpatron St. Wendelin im Hirtengewand, mit Schäferhut, Schäferschippe und Buch, zu seinen Füßen sind zwei Tierköpfe erkennbar.

### Emporenunterbau
Unterhalb der Empore ist auf der rechten Seite der hl. Bruder Konrad von Parzham im Ordensgewand der Kapuziner mit Gnadenbild von Altötting zu erblicken. Vor Bruder Konrad kniet ein Paar, welches bittent zur „Schwarzen Madonna“ aufschaut. Dieses Element wurde von Karl Bauer (München) geschaffen. Unterhalb der Empore kann man links eine Marienstatue im Strahlenkranz als Himmelskönigin mit Krone, Zepter und dem Jesuskind auf dem linken Arm entdecken.

### Kreuzweg
Der Kreuzweg ist in Form von Bildern zwischen den Fenstern zu sehen und wurde von der Tiepolo-Schule gemalt.

Innenansichten der Ägidiuskirche in Krensheim
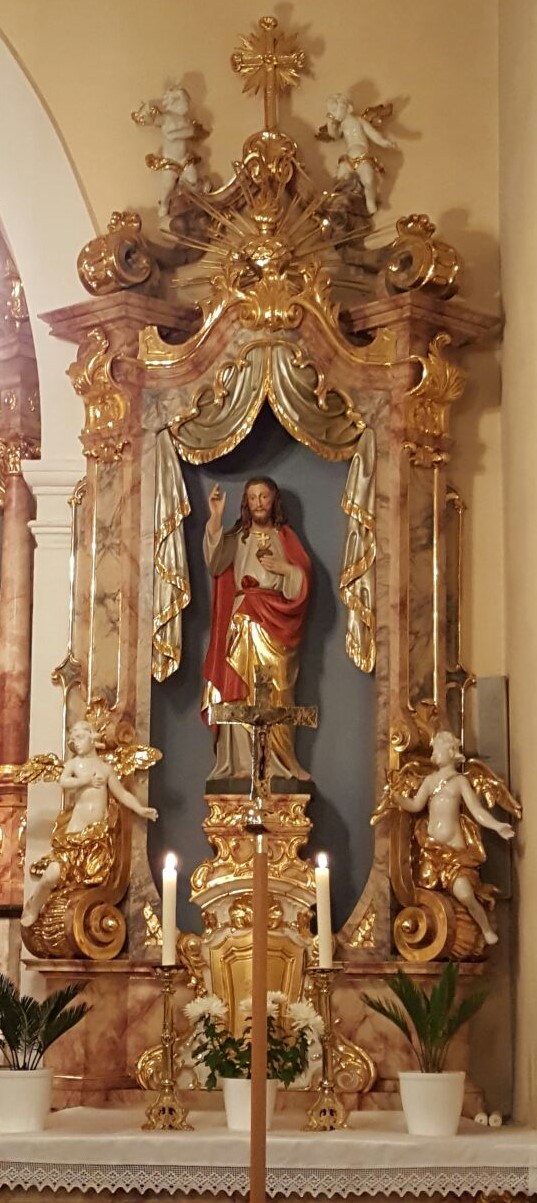
Josefsstatue
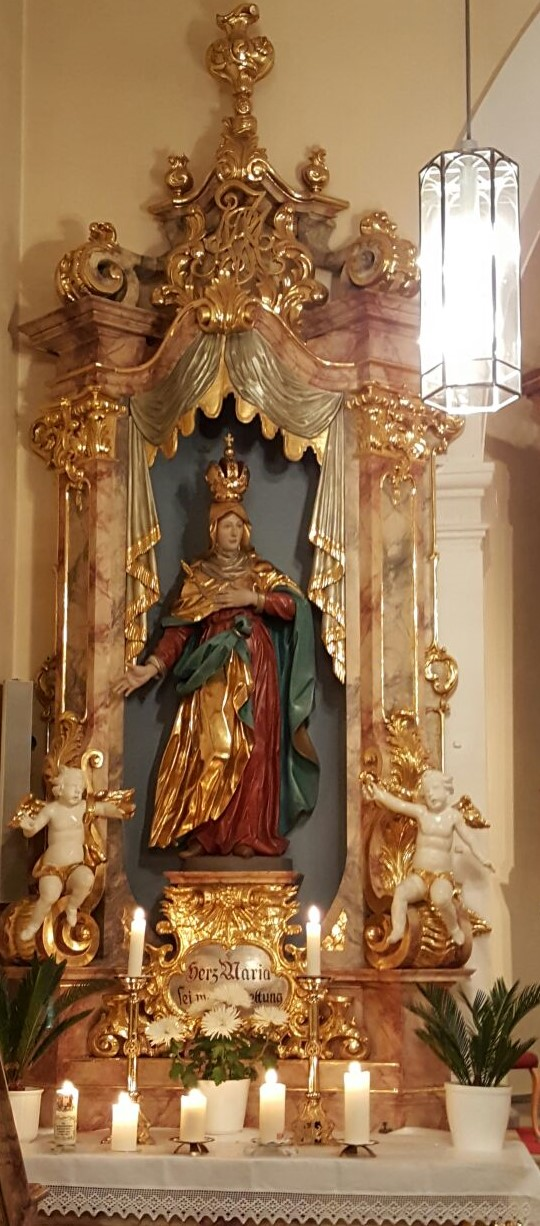
Marienstatue
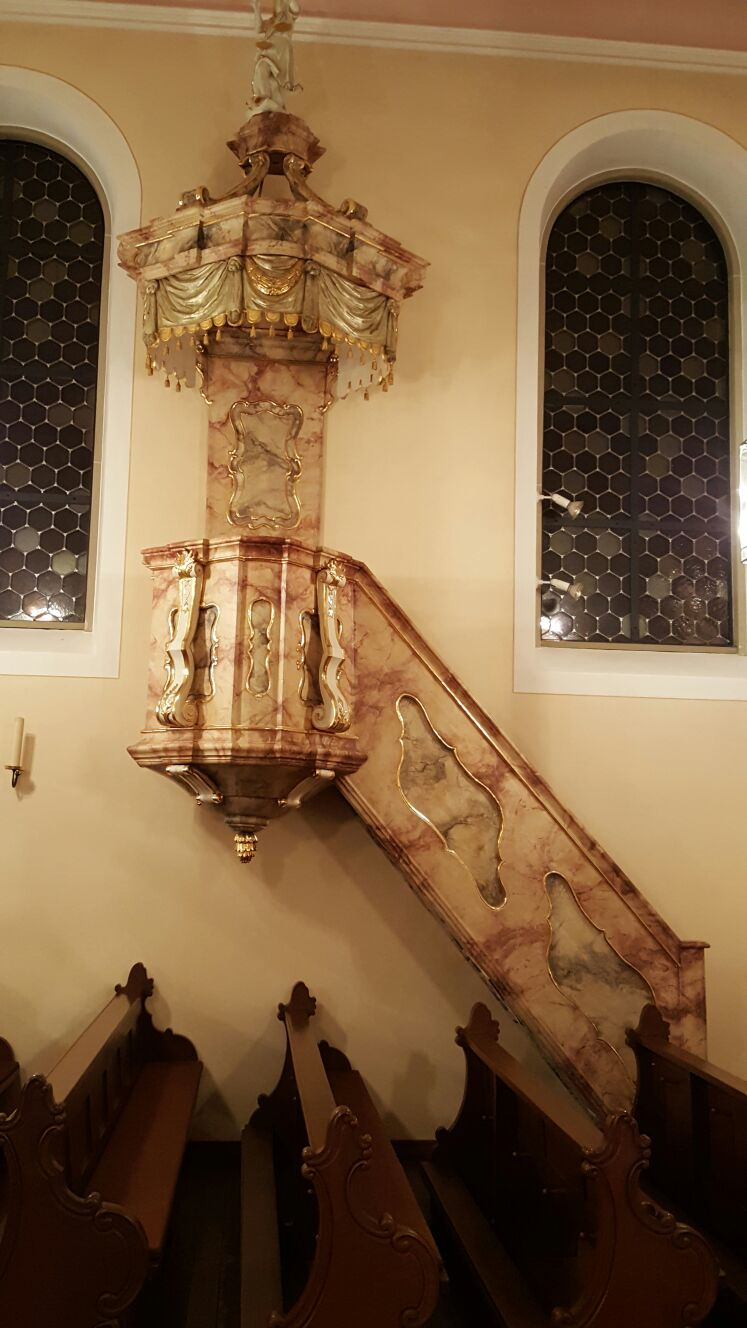
Kanzel
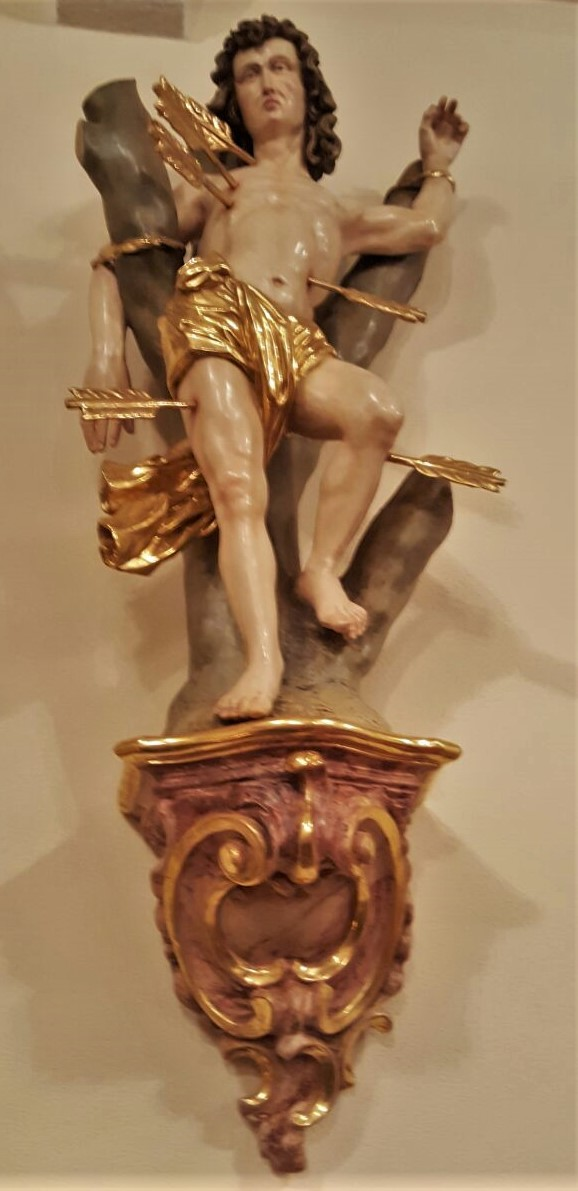
Hl. Sebastian
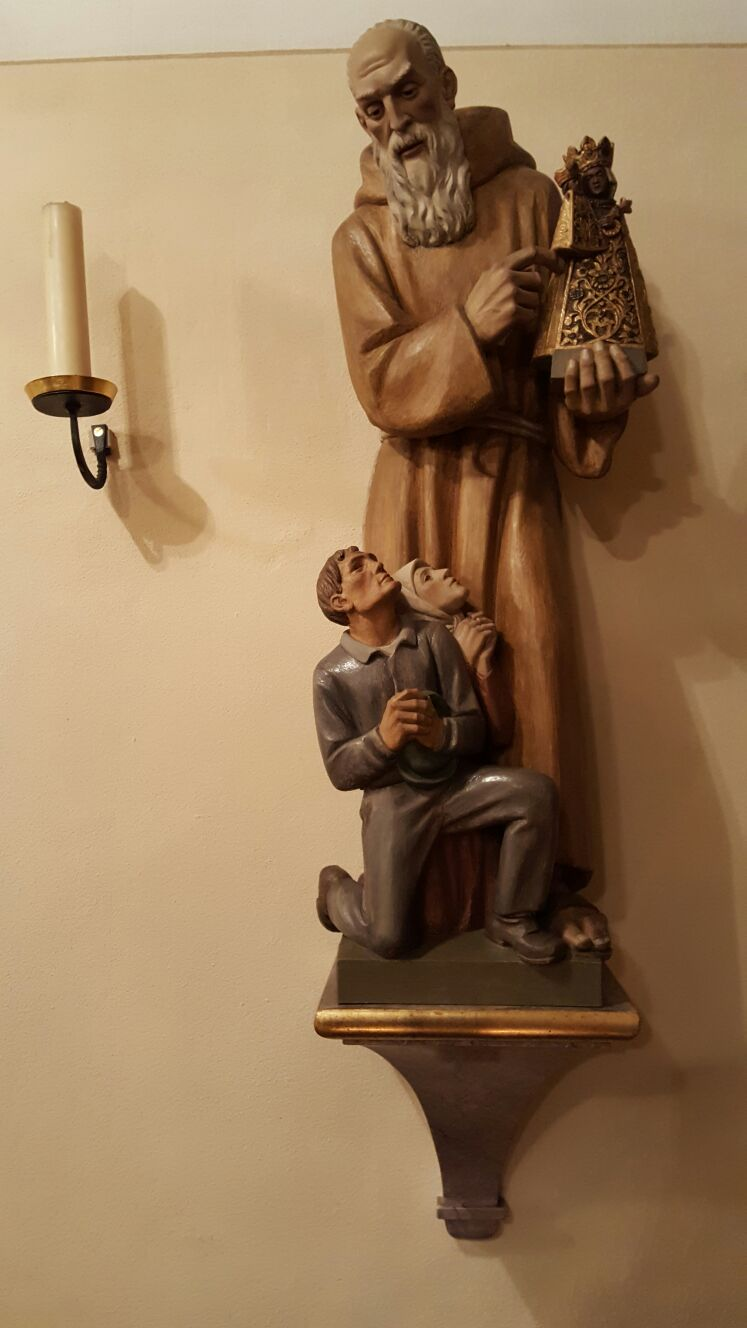
Hl. Bruder Konrad von Parzham
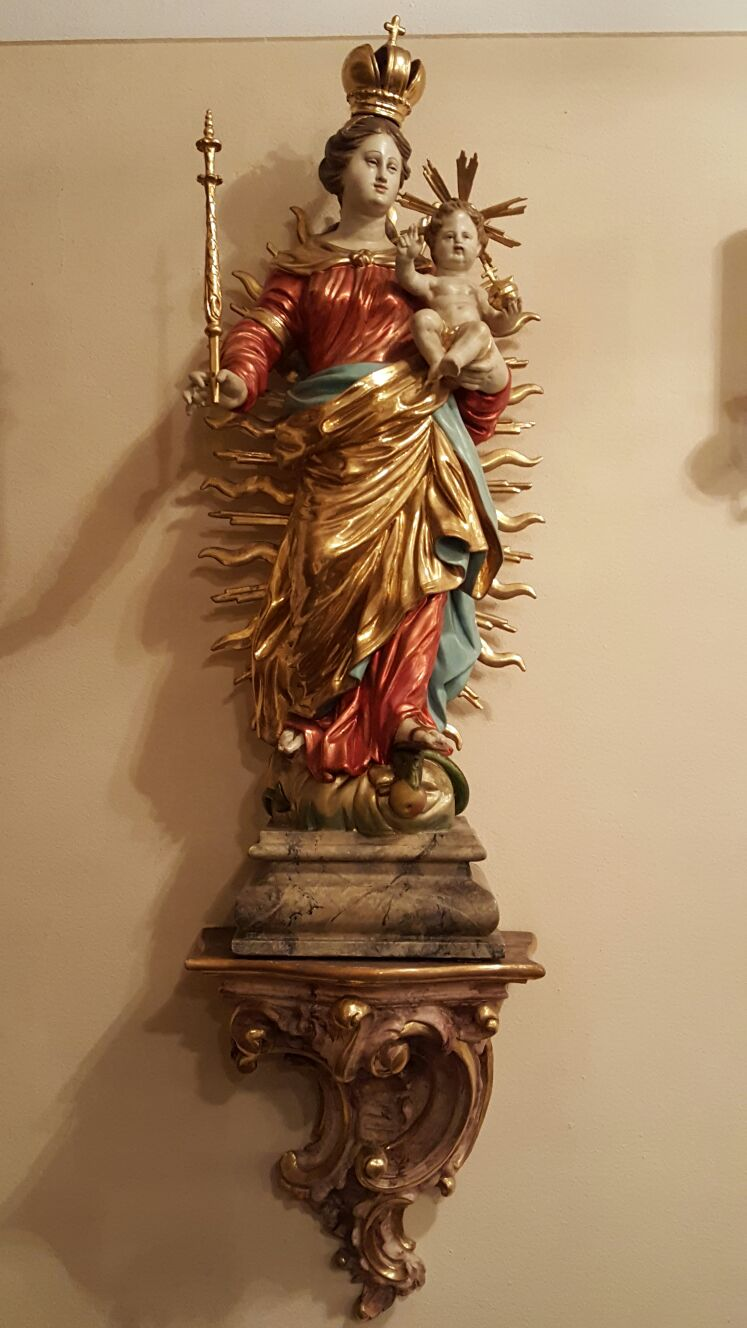
Marienstatue
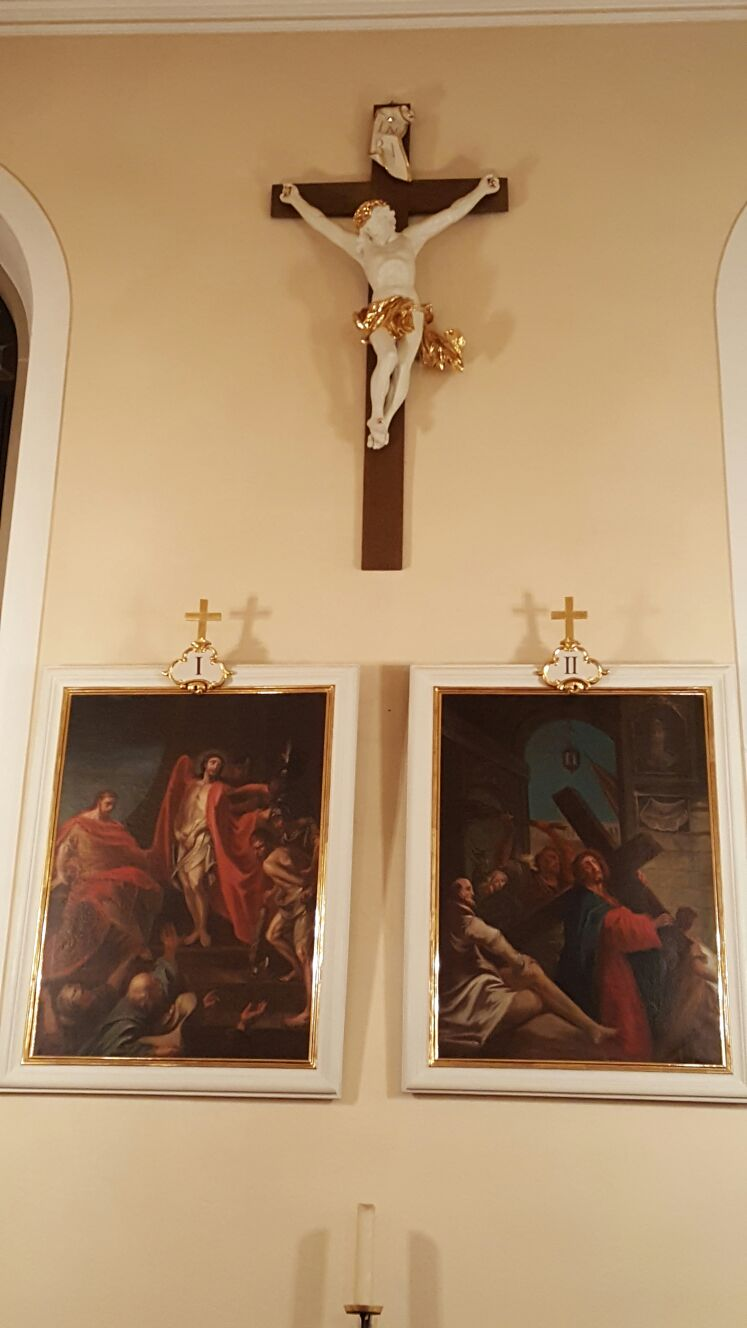
Kreuzwegdarstellung

## Orgel

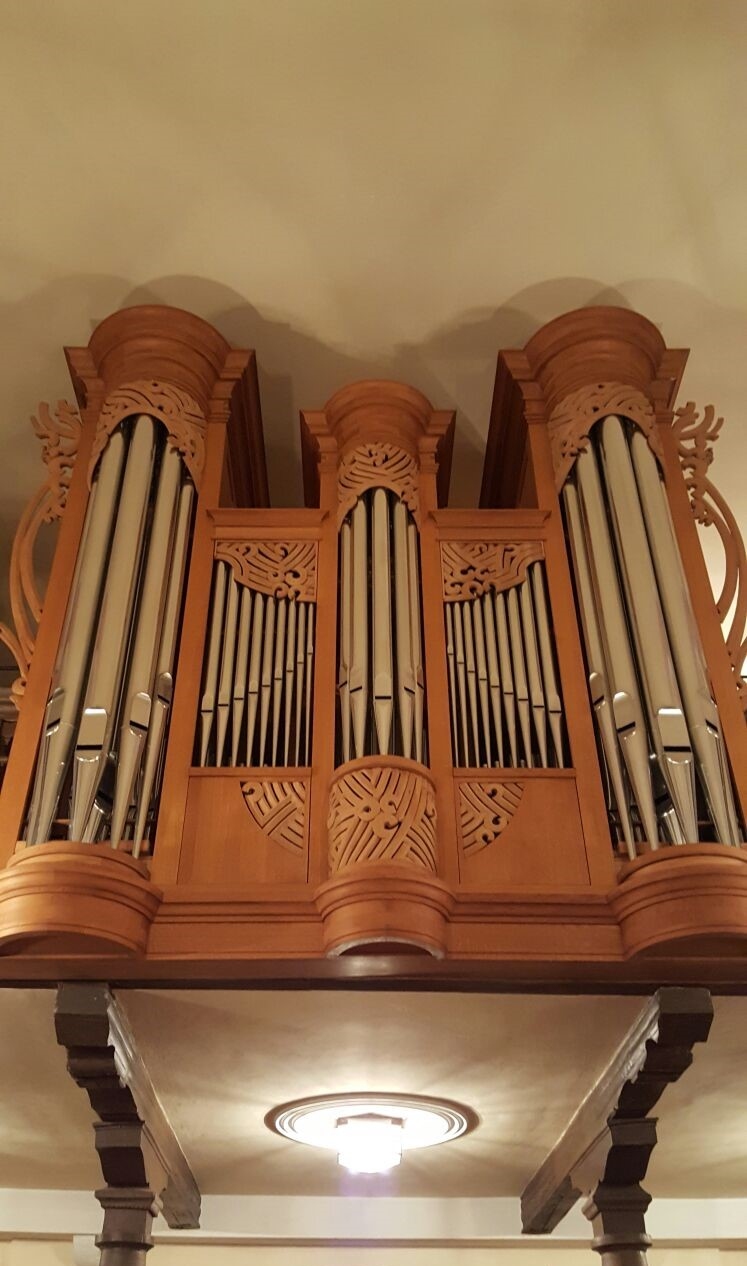
Die Orgel der Krensheimer Ägidiuskirche (2016)

Die aktuelle Orgel der Kirche St. Ägidius in Krensheim wurde von der Orgelmanufaktur Jürgen Lutz in Feuchtwangen hergestellt und wurde am 3. Oktober 1999 feierlich eingeweiht. Die kunstvollen Schnitzereien wurden von Michael Steigerwald-Gesell aus Haslach geschnitzt. Bei der Orgel handelt es sich um eine hinterspielige Brüstungsorgel mit geteilten Orgelgehäusen. Sie hat folgende Disposition:
| Hauptwerk C–g3 |       |
| Prinzipal      | 8′    |
| Bourdon        | 8′    |
| Octave         | 4′    |
| Spitzflöte     | 4′    |
| Octave         | 2′    |
| Mixtur III     | 1 ⁄3′ |

| Hinterwerk C–g3 |        |
| Gedackt         | 8′     |
| Salicional      | 8′     |
| Flöte           | 4′     |
| Nasat           | 2 ⁄3′  |
| Flöte           | 2′     |
| Terz            | 1 3⁄5′ |
| Trompete        | 8′     |
| Kanaltremulant  |        |

| Pedal C–f1 |     |
| Subbass    | 16′ |
| Oktave     | 8′  |
| Posaune    | 16′ |

- Koppeln: II/I, I/P, II/P
- Stimmung: Nach Neidhardt